# Conferência de Juba
A Conferência de Juba foi um encontro realizado nos dias 12 e 13 de junho de 1947 com a presença de britânicos e delegados sudaneses na cidade de Juba, na época capital capital regional da província de Equatória no sul do Sudão e hoje a capital nacional do Sudão do Sul.
A Grã-Bretanha organizou a conferência a fim de unir o norte e o sul do Sudão em uma única entidade política. Até este momento, os dois setores eram essencialmente tratados pelos britânicos como duas colônias separadas, devido às diferenças étnicas, religiosas e culturais. O norte do Sudão era fortemente arabizado e tinha uma infraestrutura política e econômica razoavelmente bem estruturada. Os nortistas praticavam o islamismo e eram relativamente bem-educados. Os sulistas eram compostos principalmente por várias tribos do Nilo que praticavam uma mistura de cristianismo e crenças animistas. Economicamente, o sul não possuía a organização do norte.
A Conferência de Juba decidiu duas questões na época: o norte e o sul do Sudão seriam um único Estado e uma Assembleia Legislativa representaria toda a colônia. No entanto, os representantes do sul do Sudão tiveram várias restrições sobre as resoluções, em grande parte porque estavam em situação inferior devido à falta de experiência educacional e política de sua região.
A apreensão dos sulistas foi compreendida quando 800 postos administrativos foram revogados pelos britânicos em preparação para o "autogoverno" do Sudão, e apenas quatro postos no governo foram para os sulistas. Nas discussões para determinar o futuro do Sudão, as províncias do sul foram em grande escala excluídas do processo político.
Estas províncias se converteram na república do Sudão do Sul, independente em 2011.